# Paul Rassinier

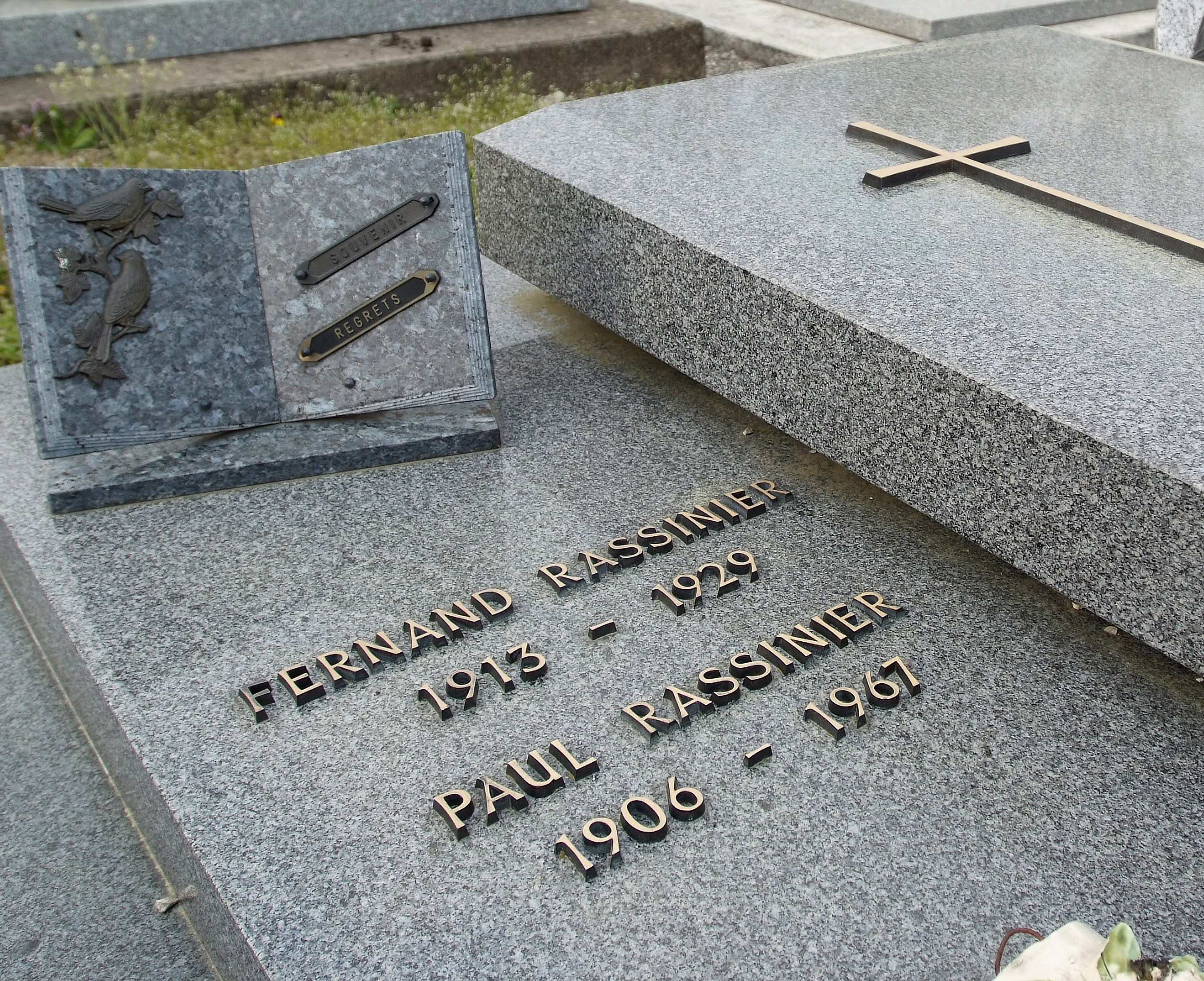
Lápide de Paul Rassinier em Bermont Village, França

Paul Rassinier (1906-1967) foi um jornalista, escritor e ativista político, considerado o pai do negacionismo do Holocausto  por seu livro "A mentira de Ulisses" (1950), defendendo a ideia de que a Segunda Guerra foi um complô armado por judeus para dominar o mundo.
Seu pai foi preso por pacifismo durante a Primeira Guerra Mundial, o que influenciou para que ele viesse a se tornar também um pacifista . Paul foi membro do partido comunista francês até ser expulso em 1932 . Participou da resistência à ocupação nazista e acabou prisioneiro dos campos de concentração de Buchenwald e Dora-Nordhaussen. Após a Segunda Guerra, se filiou à secção francesa da internacional operária, mas foi expulso em 1951, logo após iniciar sua produção negacionista do Holocausto. Escreveu ainda para a revista de extrema direita francesa, Rivarol , e morreu em 1967, possivelmente em razão das sequelas adquiridas durante os anos nos campos de concentração.